# ジャノヒゲ
ジャノヒゲ（蛇の髭、学名：Ophiopogon japonicus）は、キジカクシ科ジャノヒゲ属に分類される常緑多年草の1種。リュウノヒゲ（竜の髯）、ネコダマ（猫玉) 、タマリュウ　(玉竜)ともいう。

## 名称
和名ジャノヒゲは、一説にはジョウノヒゲが転訛して、ジャノヒゲになったと考えられている。漢名を麦門冬（ばくもんとう）というが、『本草綱目啓蒙』では麦門冬の別名として「ジヤウガヒゲ」を挙げていて、ここでいう“ジヤウガヒゲ”（ジョウノヒゲ）は「尉（じょう）の鬚」という意味であり、能面で老人の面である「尉（じょう）」の面の顎鬚（あごひげ）に、葉の形を見立てたものと推測されている。また同様に葉の形状から、ジャノヒゲ（蛇の鬚）は別名リュウノヒゲ（龍の鬚/竜の鬚）ともいわれ、細い葉をヘビやリュウの髭に見立てたのが名の由来とする説もある。
日本での古名は「やますげ」の名で奈良時代に成立した『万葉集』の歌なかでも詠まれている。ただし、「やますげ」は同じキジカクシ科スズラン亜科のヤブランであるとする説もある。江戸時代の代表的な方言集『物類呼称』では、麦門冬を尾張で「蛇のひげ」と言うとする記述が見られ、『本草綱目啓蒙』でも、近江で「ジャノヒゲ」と称すると書かれており、さらに『物品識名』にも「ジャノヒゲ」の名称が挙げられている。『古典の植物を探る』（八坂書房）の著者である細見末雄や、『植物和名の語源探究』（同）の著者の深津正による説では、「ジャノヒゲは蛇の鬚ではない」と説明している。

## 分布・生育地
日本では北海道から九州まで、東アジアからフィリピンの森林に広く分布する。丘陵地の林縁や林内、山野の樹木下、野原に自生する。また、人家で栽培される。

## 形態・生態
常緑の多年生草本。草丈は7 - 15センチメートルで、葉を叢生し、大株になる。根は多数のひげ根が生え、一部が念珠状に肥厚する。葉は地際から生え、線形で細長く、長さ10 - 20センチメートルほどで、幅は2 - 3ミリメートルぐらいになる。匍匐茎を伸ばして増殖する。
初夏（7 - 8月）に、葉の間から高さ7 - 18センチメートルほどの花茎を出し、花茎の上にややまばらな総状花序を形成し、淡紫色あるいは白色の小さい花を数個つける。花茎の先が曲がって、花が下向きに咲き、花径は7 - 8ミリメートル、花被片は楕円形、子房は種子を1個含む。種子は球形で、成熟前に子房から露出し、深い青色に熟す。
耐暑性と耐寒性を兼ね備え、日光や乾燥にも耐性を持つため、日陰から日向まで場所を選ばず育つ。ただし、花つきや実つきを良くするためには、ある程度の日照を必要とする。また、水中でも生育するため、熱帯魚の水槽で使われることもある。

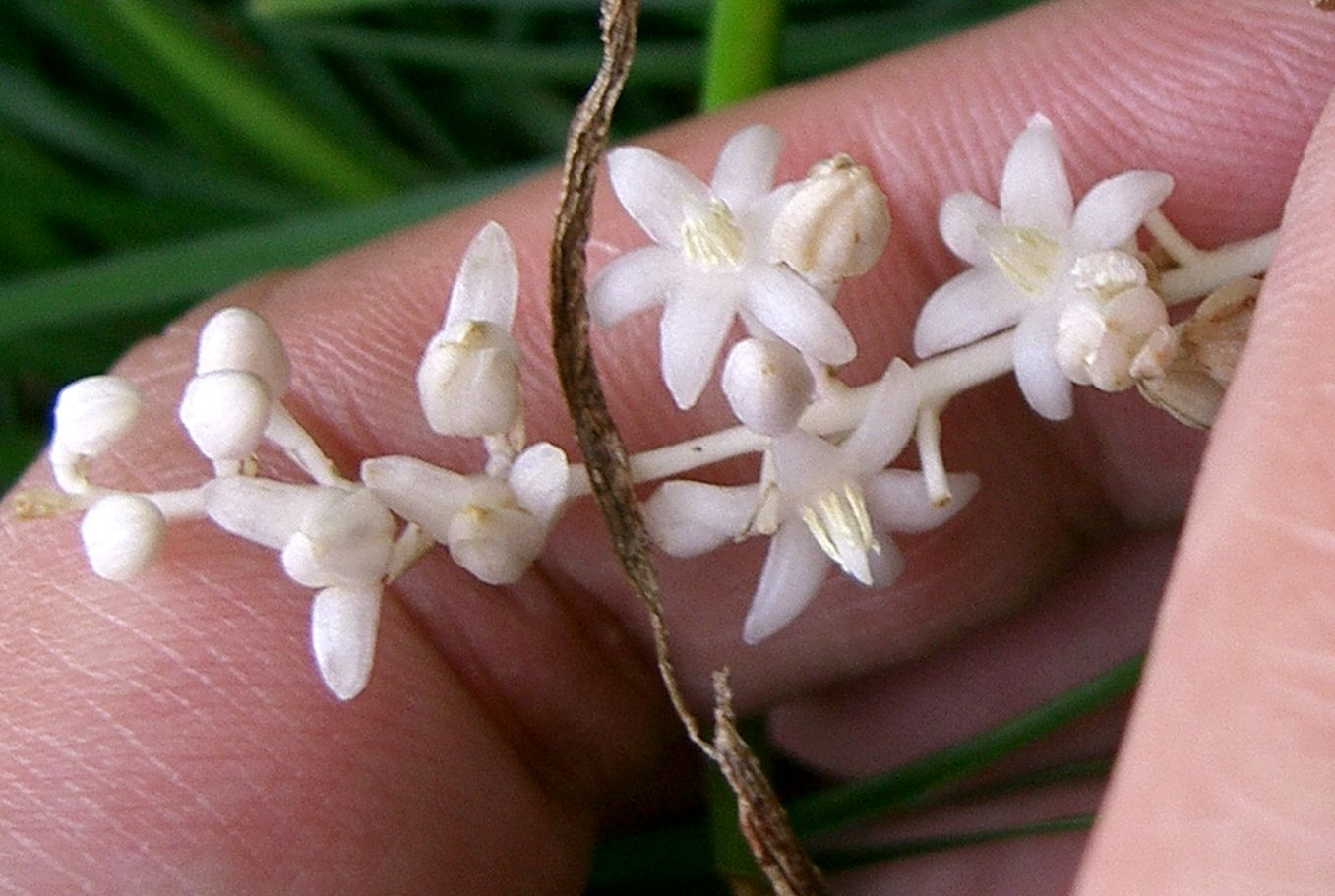
花
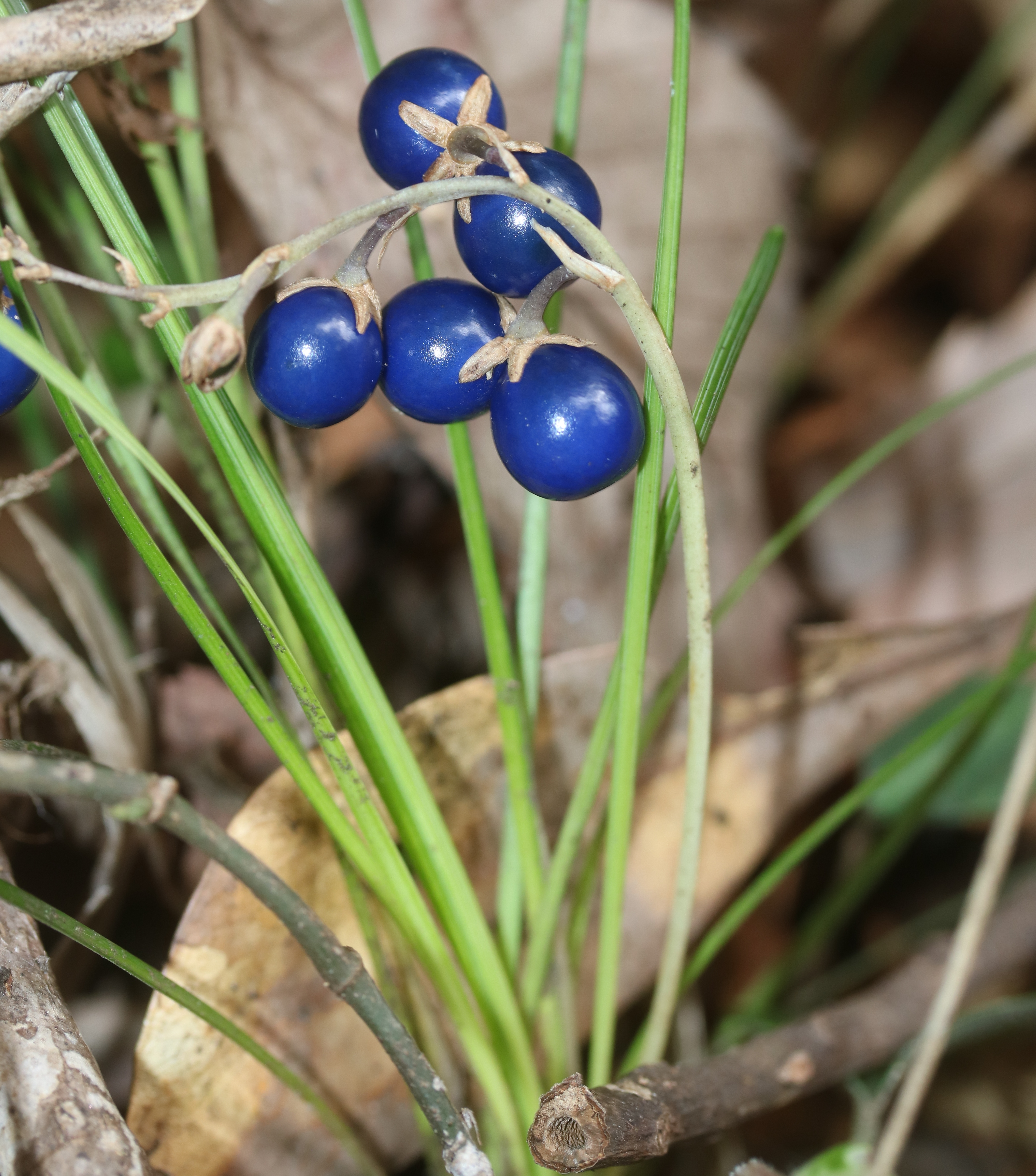
種子

ジャノヒゲ及びその園芸品種であるチャボリュウノヒゲ（タマリュウ、ギョクリュウ）は、高い浸水及び冠水への耐性があり、根が水に浸された状況や水中などでも生存が可能である。

## 利用
リュウノヒゲの名で、庭のグランドカバーとして用いられ、よく植え込みにも用いられる。

### 生薬
肥大した根を乾燥したものが生薬となり、麦門冬（ばくもんどう/ばくもんとう）と称する。鎮咳・強壮などに用いる。日本薬局方に収録の生薬であり、ジャノヒゲの塊根を小葉麦門冬（しょうようばくもんとう）、ヤブランの塊根を大葉麦門冬といって区別することがある。麦門冬は、麦門冬湯（ばくもんどうとう）、清肺湯（せいはいとう）などの漢方方剤に使われる。
5月下旬から6月に株を掘り上げて、塊根部を採取して水洗いし、乾燥を早めるため湯通しをして天日乾燥させる。塊根の中心を取り出したものは良品とされる。
民間では、滋養強壮、鎮咳去痰、止渇、利尿を目的に、麦門冬6 - 10グラムを水400 ccでとろ火で半量になるまで煎じ、温かいうちに1日3回服用する用法が知られている。

### 食用
茎は高知県などでは食用とされ、ゆがいてから更にアゲ（油揚げ）などと一緒に煮て食べる。

### 文化
- 青紫の果実は「龍の玉」と呼ばれ冬の季語。

蛇の髯の實の瑠璃なるへ旅の尿（いばり）（中村草田男」『来し方行方』所収）

## 近縁種
よく似ている近縁種に、葉の長さ幅ともに2倍ほど大きい同属のオオバジャノヒゲ（O. planiscapus）があるほか、花が上向きに咲き、黒い実がなる同科ヤブラン属のヤブラン（Liriope muscari）がある。ジャノヒゲの特徴は、葉が細長く、花が下向きで、花後に青い種子をつけることから識別できる。